# Škoda Enyaq iV
Škoda Enyaq iV — полностью электрический автомобиль, производимый компанией Škoda Auto. Это первый серийный полностью электрический кроссовер концерна Volkswagen, он базируется на платформе Volkswagen Group MEB и является первой моделью на этой платформе выпускаемой за пределами Германии.
Концепт-кар Škoda Vision E, ставший предвестником модели, был представлен в 2017 году. Презентация второго концепта, названного Škoda Vision iV, прошла в марте 2019 года. Официальная премьера серийной версии Enyaq iV состоялась 1 сентября 2020 года в Праге. Серийное производство началось в ноябре 2020 года, а продажи в Европе стартовали весной 2021 года.
Название модели — производное от ирландского имени Enya. Оно, в свою очередь, происходит от гэльского слова «eithne», что означает «сущность», «дух» или «принцип». Enyaq — первая машина в новом списке наименований модельного ряда Škoda Auto, в котором названия электромобилей будут начинаться с латинской буквы «E». А буква «q» подчеркивает родство с другими кроссоверами чешского бренда (Kamiq, Karoq, Kodiaq).
В январе 2025 года Škoda представила обновлённые электрокроссоверы Enyaq и Enyaq Coupe.

## Описание модели
Серийная модель под названием Škoda Enyaq iV была презентована в Праге 1 сентября 2020 года. Это первый автомобиль Škoda на платформе Volkswagen Group MEB от Volkswagen Group. Enyaq iV имеет родственные немецкие модели Volkswagen ID.4 и Audi Q4 e-tron, вся троица максимально унифицирована технически, но имеются отличия в дизайне экстерьера и интерьера, настройках силовых агрегатов и ходовой части. Серийный выпуск Škoda Enyaq iV начался 25 ноября 2020 года, на заводе Škoda в Млада-Болеславе, Чехия. В апреле 2021 года модель впервые поступила в продажу в скандинавских странах, а со следующего месяца электрокар стал доступен для приобретения в странах Западной и Центральной Европы.
Enyaq iV доступен как в заднеприводной однодвигательной, так и в полноприводной двухдвигательной версиях (по одному электромотору на каждой оси). Покупателям на выбор предоставляется три варианта ёмкости батарей и пять версий по мощности двигателей. Базовая модель имеет аккумулятор на 55 кВт⋅ч и электродвигатель мощностью 109 кВт (148 л. с.), установленный на задней оси. На вершине гаммы — спортивный RS с двумя электродвигателями суммарной мощностью 225 кВт (306 л. с.).
Škoda Enyaq имеет коэффициент лобового сопротивления Cd = 0,27. Объём багажника — 585 литров (без сложенных сидений).
Электромобиль имеет широкий список базового и опционального оснащения. Вся наружная светотехника выполнена светодиодной, передние фары на заказ могут быть матричными. Размер колёсных дисков варьируется от 18 до 21 дюймов. Во всех версиях в салоне имеется мультимедиасистема с центральным дисплеем размером от 10 до 13 дюймов (самым крупным в модельной гамме Škoda). Enyaq оснащён множеством привычных опций для современных машин аналогичного размера и класса, таких как подогревы сидений и руля, кожаный салон, климат-контроль, панорамная крыша и многое другое. В то же время есть ряд относительно редких решений для 2021 года, такие например как: управление автопарковщиком со смартфона, без нахождения водителя за рулём, проекционный дисплей на лобовое стекло с дополненной реальностью, «умный» голосовой помощник, управление рядом функций машины жестами, сложные системы активной безопасности (подробнее — в разделе Средства безопасности).

## Галерея

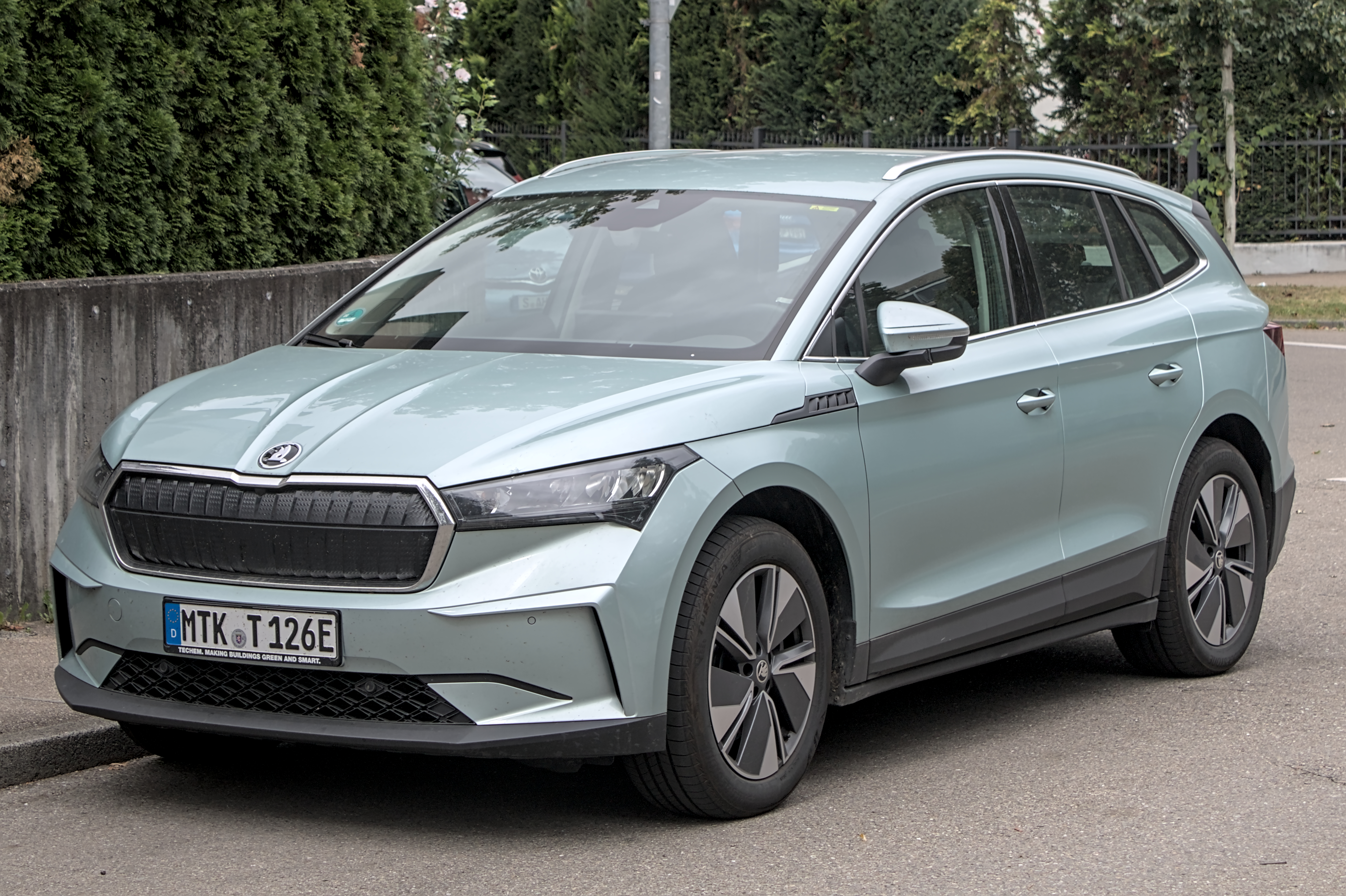
Вид спереди
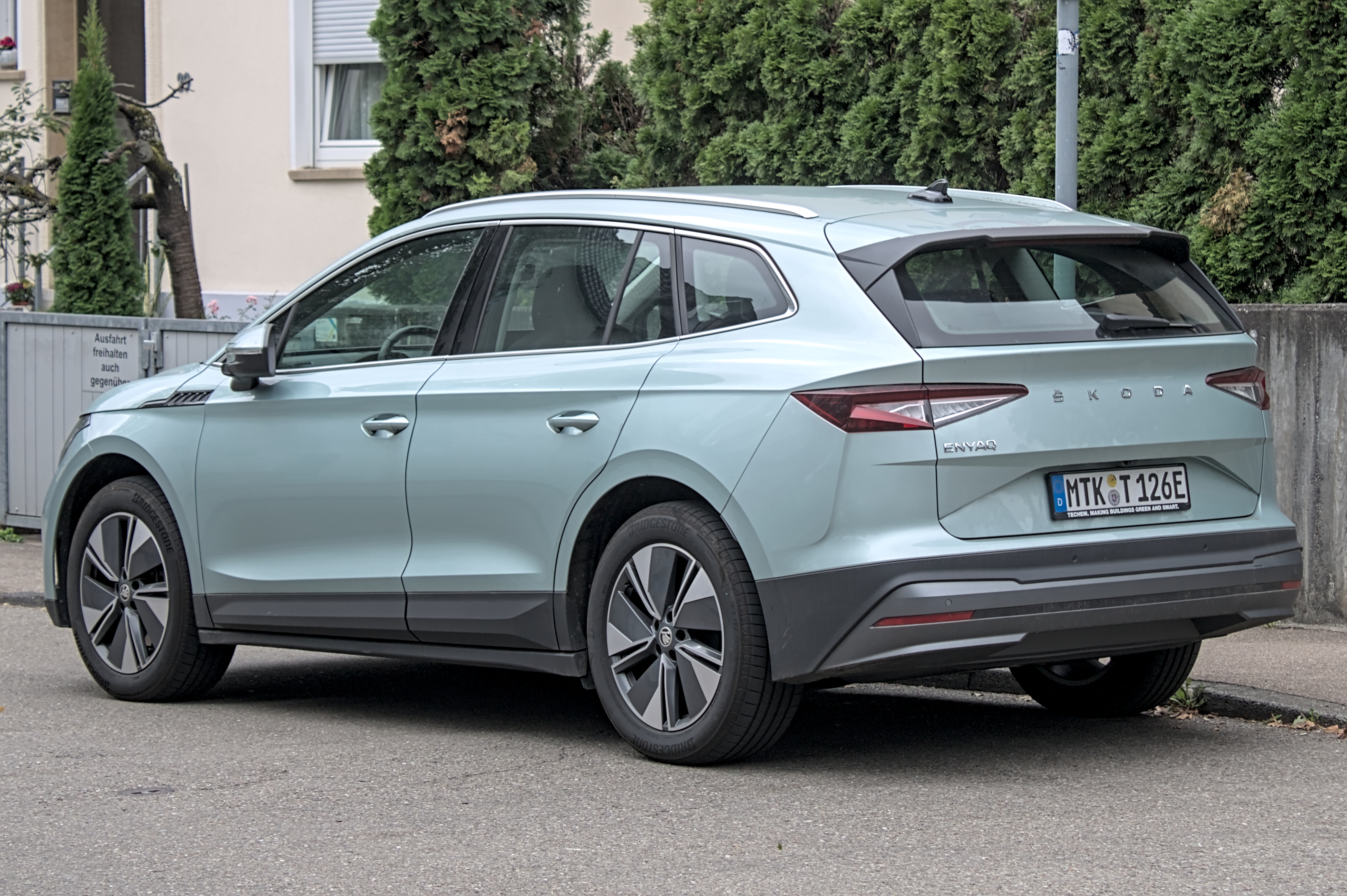
Вид сзади
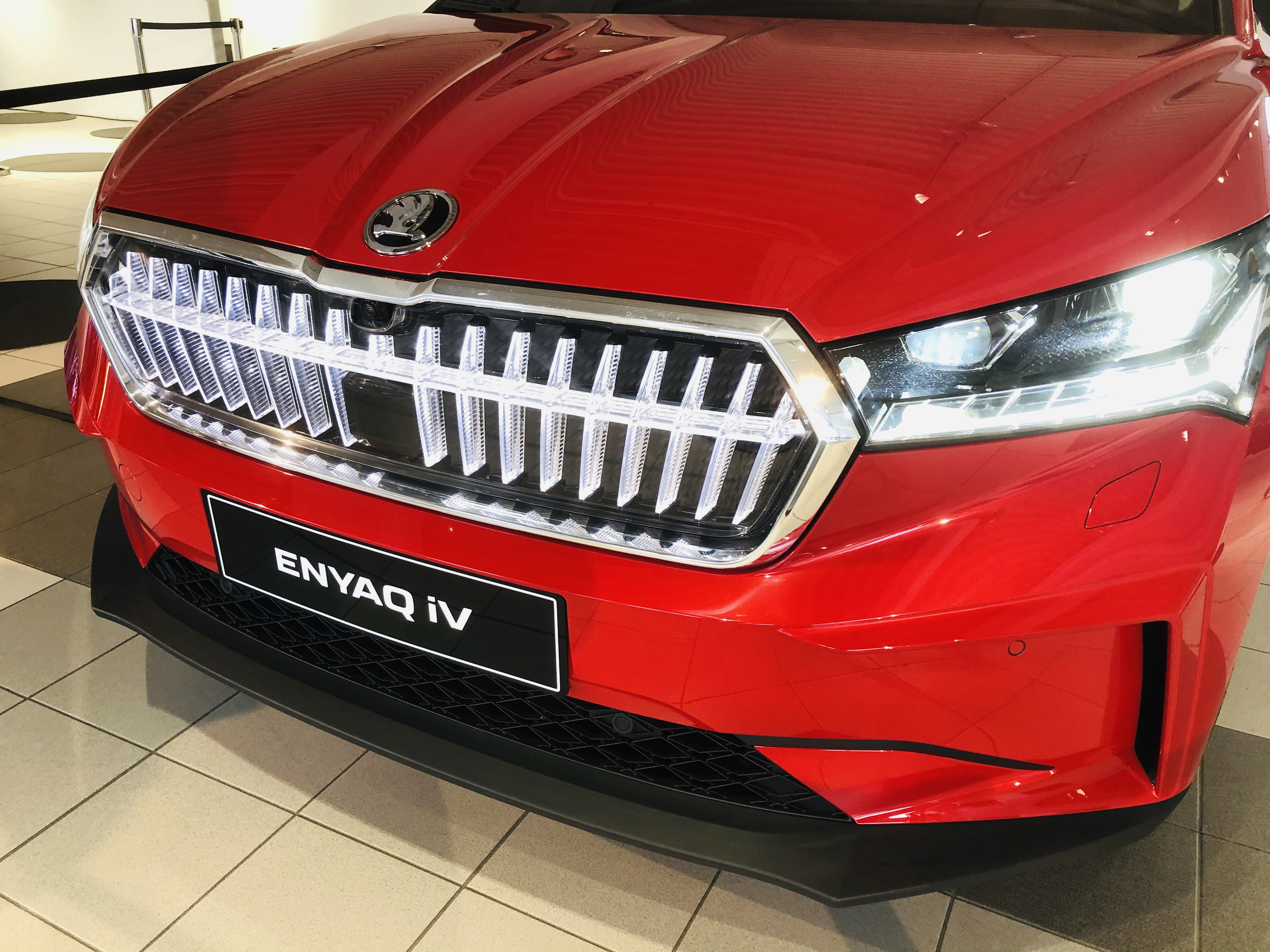
Решётка радиатора
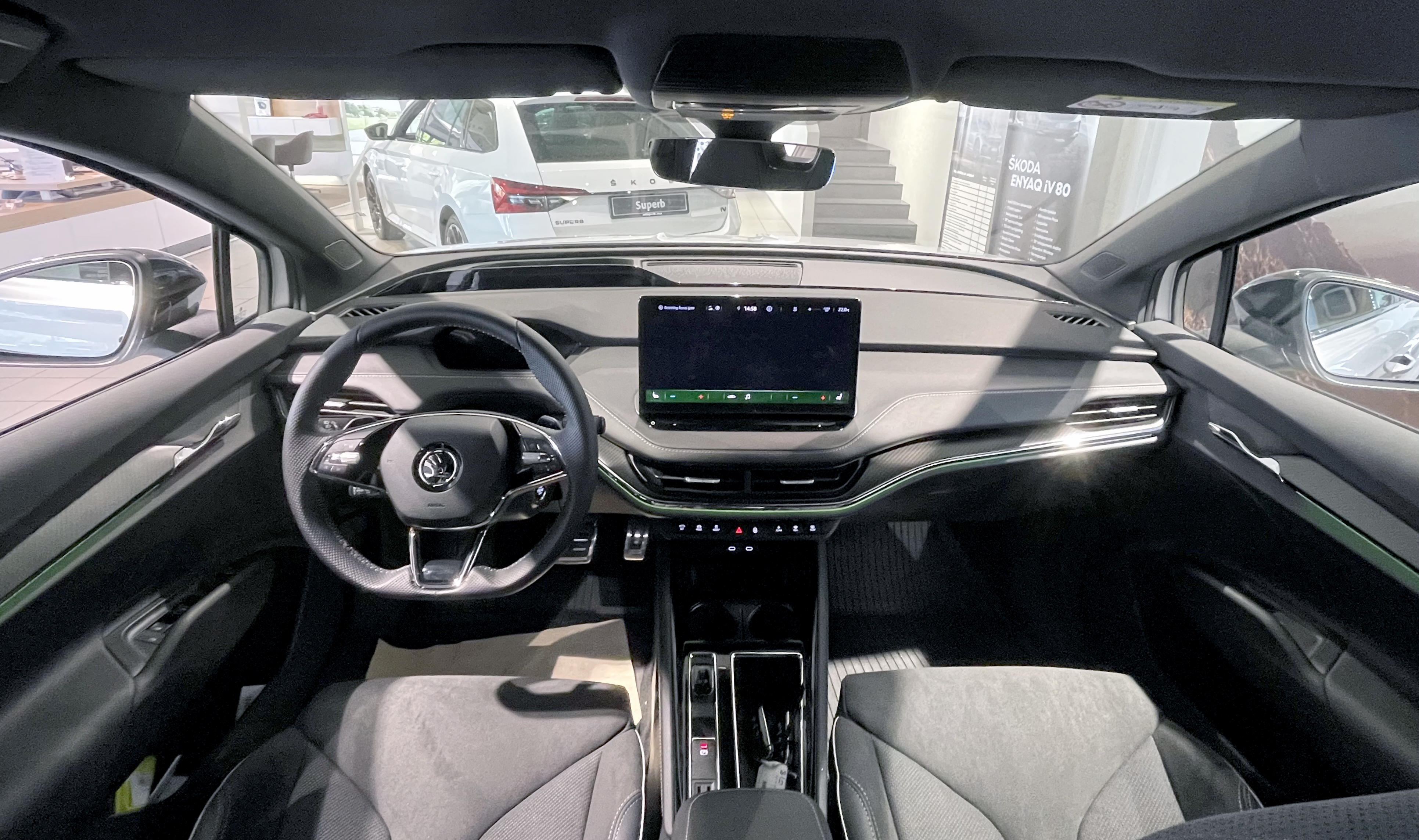
Интерьер
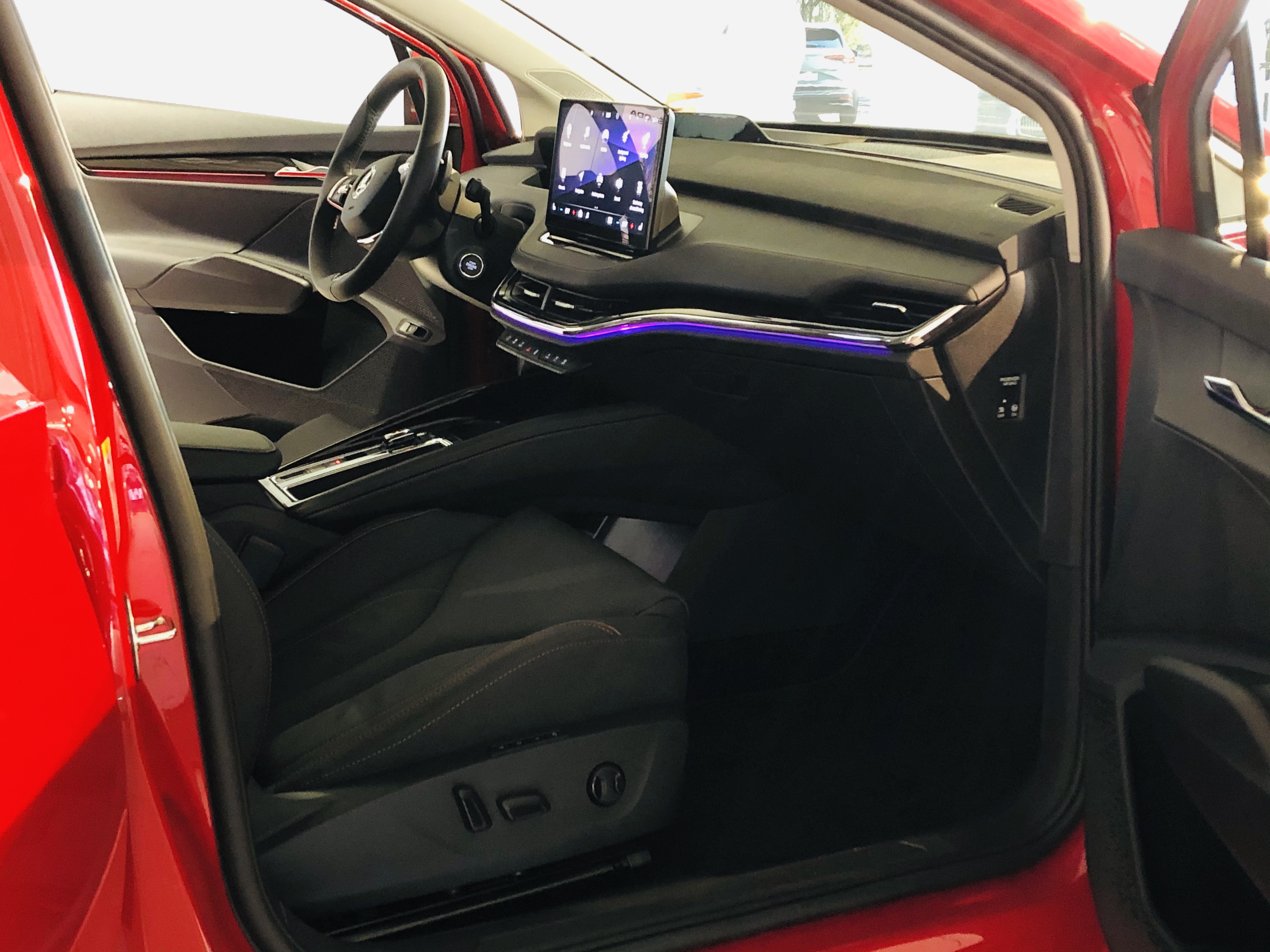
Интерьер
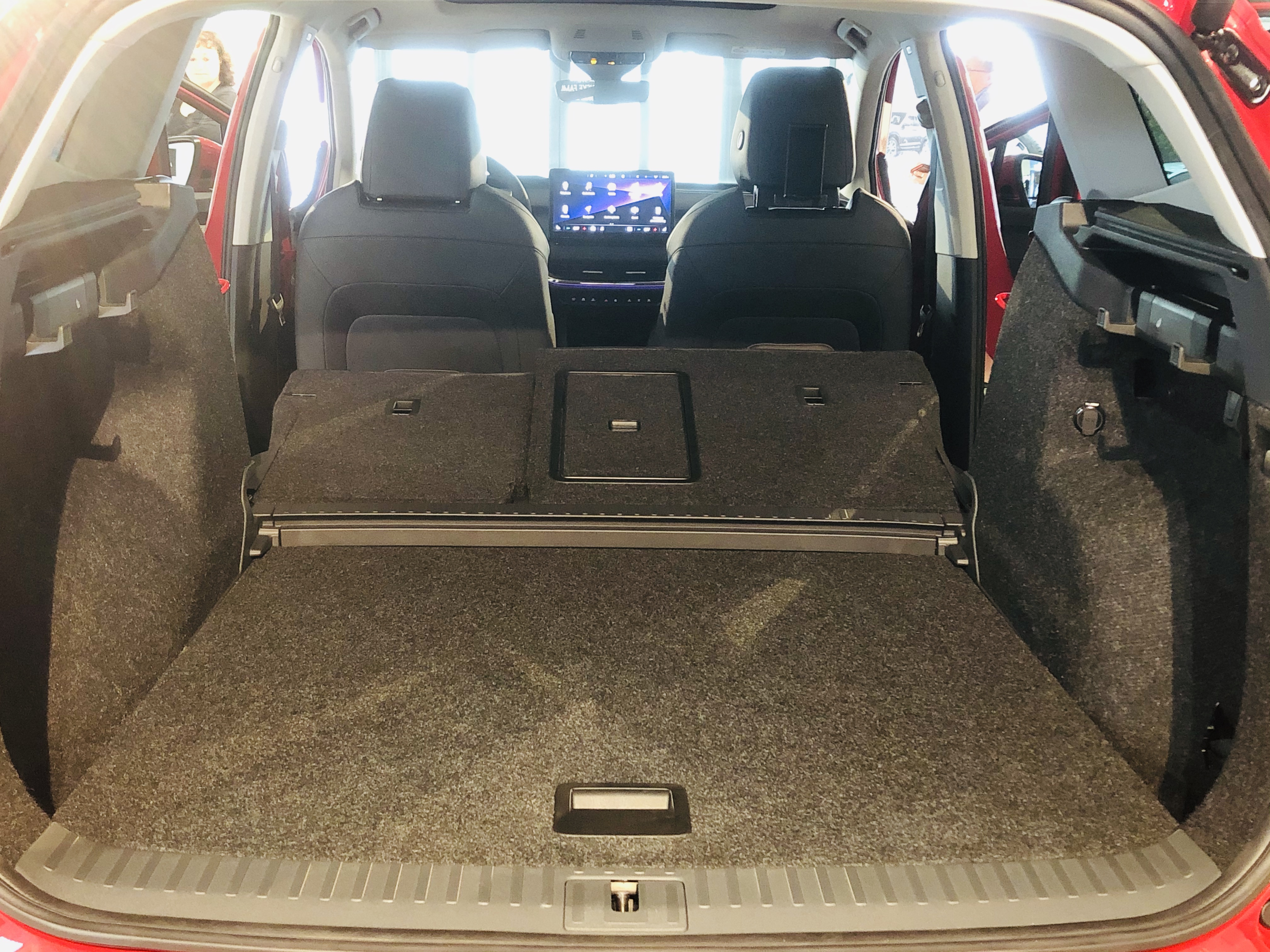
Багажник

## Технические характеристики
| Модификация | Годы производства | Ёмкость батареи, полная / полезная кВт⋅ч | Привод | Мощность, кВт | Крутящий момент, Н⋅м | Разгон 0-100 км/ч, с | Скорость, км/ч | Запас хода, км (цикл WLTP) | Зарядка постоянным током, кВт | Бортовая зарядка переменным током, кВт |
| ----------- | ----------------- | ---------------------------------------- | ------ | ------------- | -------------------- | -------------------- | -------------- | -------------------------- | ----------------------------- | -------------------------------------- |
| 50          | 2020 -            | 55 / 52                                  | ЗП     | 109           | 220                  | 11,4                 | 160            | 340 км (210 миль)          | 50 (опц. 100)                 | 7,2                                    |
| 60          | 2020 -            | 62 / 58                                  | ЗП     | 132           | 310                  | 8,7                  | 160            | 390 км (240 миль)          | 50 (опц. 100)                 | 7,2                                    |
| 80          | 2020 -            | 82 / 77                                  | ЗП     | 150           | 310                  | 8,5                  | 160            | 510 км (320 миль)          | 50 (опц. 125)                 | 11                                     |
| 80X         | 2021 -            | 82 / 77                                  | 4Х4    | 195           | 425                  | 6,9                  | 160            | 460 км (290 миль)          | 50 (опц. 125)                 | 11                                     |
| RS          | 2021 -            | 82 / 77                                  | 4Х4    | 225           | 460                  | 6,2                  | 180            | 460 км (290 миль)          | 50 (опц. 125)                 | 11                                     |

## Безопасность
Автомобиль прошёл тест Euro NCAP в 2021 году:
| Euro NCAP                                              | Euro NCAP | Euro NCAP | Euro NCAP             |
| ------------------------------------------------------ | --------- | --------- | --------------------- |
| · общий рейтинг                                        |           |           |                       |
| 94%                                                    | 89%       | 71%       | 82%                   |
| взрослый пассажир                                      | ребёнок   | пешеход   | активная безопасность |
| Протестированная модель: Škoda Enyaq iV 60, LHD (2021) |           |           |                       |

### Средства безопасности
Enyaq iV может иметь в оснащении до девяти подушек безопасности, камеры кругового обзора, парктроники. Он оборудован «ассистентом скорости» в стандартной комплектации. Эта функция использует камеру и систему навигации для определения ограничения скорости на всех участках маршрута — таким образом, водитель может разрешить системе автоматически регулировать скорость электромобиля. Система обнаружения усталости отслеживает бдительность водителя. Система помощи при движении по полосе оповещает водителя о выезде за пределы занимаемой полосы и плавно корректирует траекторию движения. В случае возникновения ряда критических ситуаций система может с высокой активностью вмешиваться в процесс управления. Она хорошо зарекомендовала себя во время тестов Euro NCAP, показав хорошую реакцию электромобиля на появление рядом других транспортных средств — почти во всех случаях столкновения были предотвращены или максимально смягчены.

## Производство
| Год   | Количество | Источник |
| ----- | ---------- | -------- |
| 2020  | 939        | [ 19 ]   |
| 2021  | 49 811     | [ 20 ]   |
| 2022  | 53 700     | [ 21 ]   |
| Всего | 104 450    |          |

## Концепты-предвестники
Перед презентацией Enyaq iV под его нынешним названием были представлены два концептуальных автомобиля: первая опытная версия Vision E была представлена в 2017 году, а вторая, получившая название Vision iV, дебютировала в марте 2019 года.

### Vision E
В 2017 году на Шанхайском автосалоне Škoda Auto продемонстрировала своё видение полностью электрического купеобразного SUV с названием Vision E, на платформе Volkswagen Group MEB. Концепт имеет полный привод, два электродвигателя совокупной мощностью 225 кВт (306 л. с.), автономность 3-го уровня и запас хода 500 километров. Максимальная скорость Škoda Vision E составляет 180 км/ч.

Škoda Vision E в 2017 году
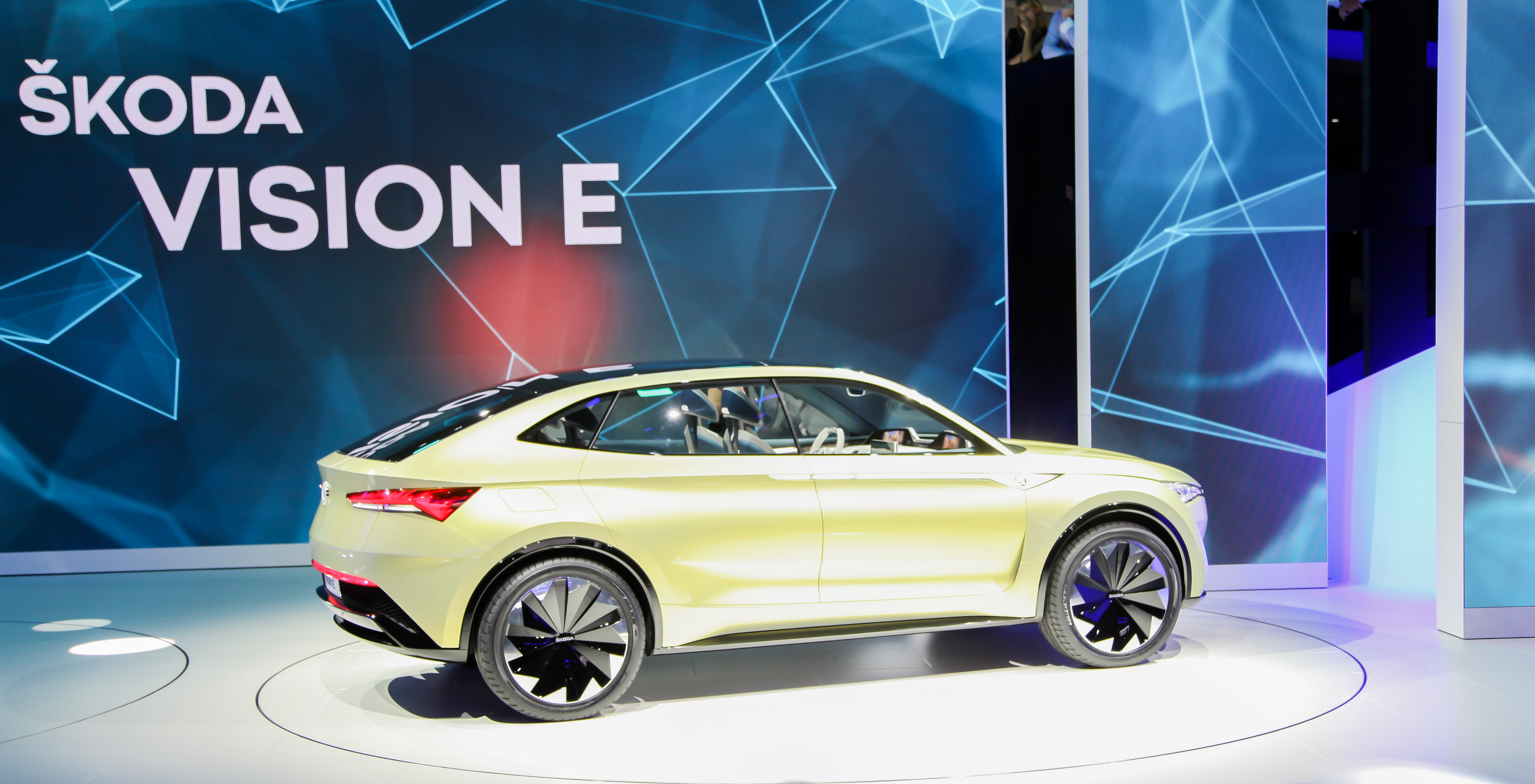
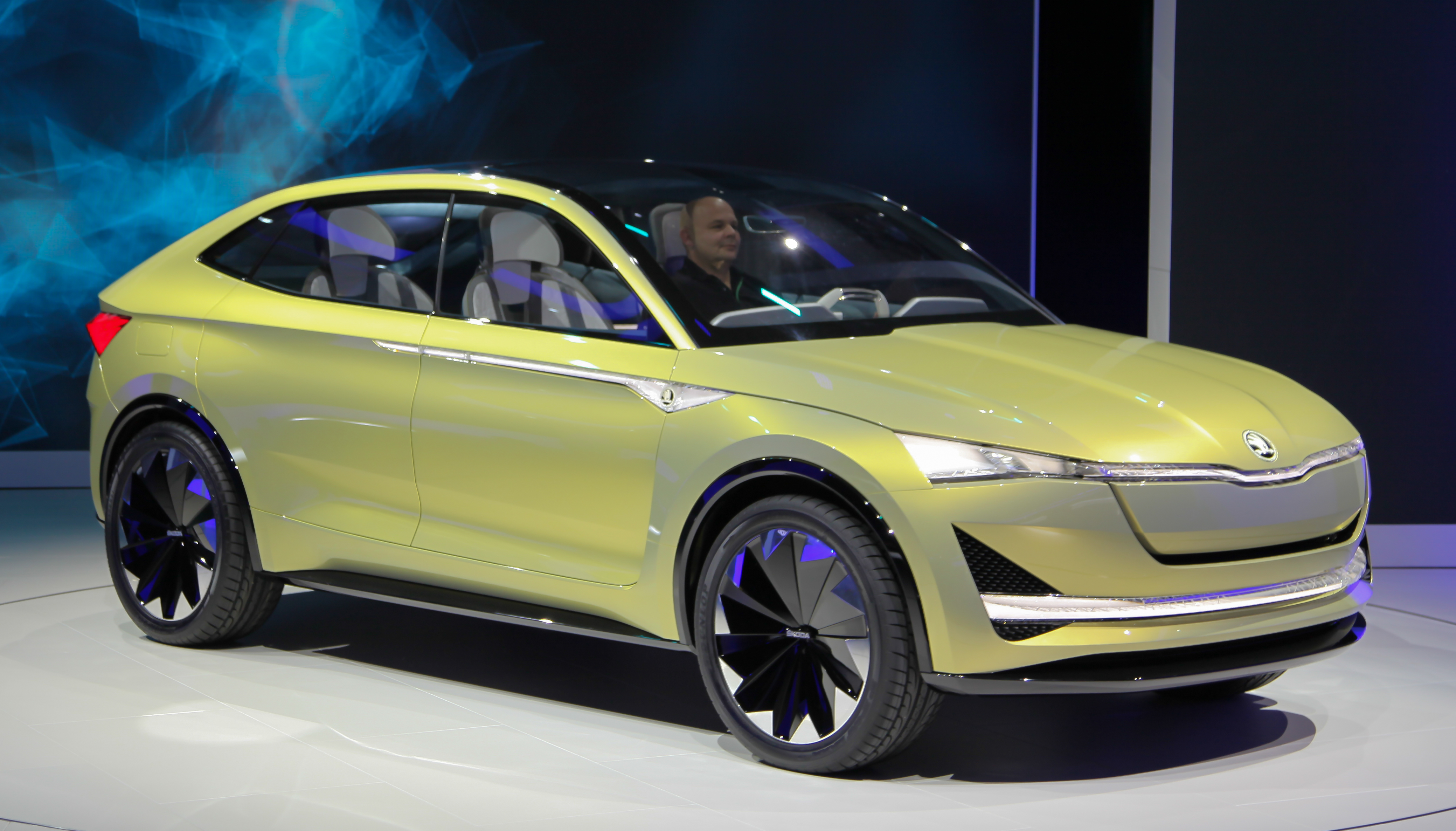

### Vision iV
На Женевском автосалоне 2019 года компания продемонстрировала новую версию концепта, под названием Vision iV, с изменённым экстерьером и техническими параметрами. Ёмкость аккумуляторов — 83 кВт⋅ч, мощность — 225 кВт (302 л. с.), запас хода, выявленный в ходе теста по циклу WLTP — 500 км. Škoda Vision iV разгоняется от 0 до 100 км/ч за 5,9 секунд. Длина концепта составила 4655 мм, ширина — 1926 мм, высота — 1603 мм. Диаметр колёсных дисков — 22 дюйма. Объём багажника — 550 литров. Vision iV стал вторым шагом в развитии модели, и последним перед началом серийного производства.

Škoda Vision iV в 2019 году
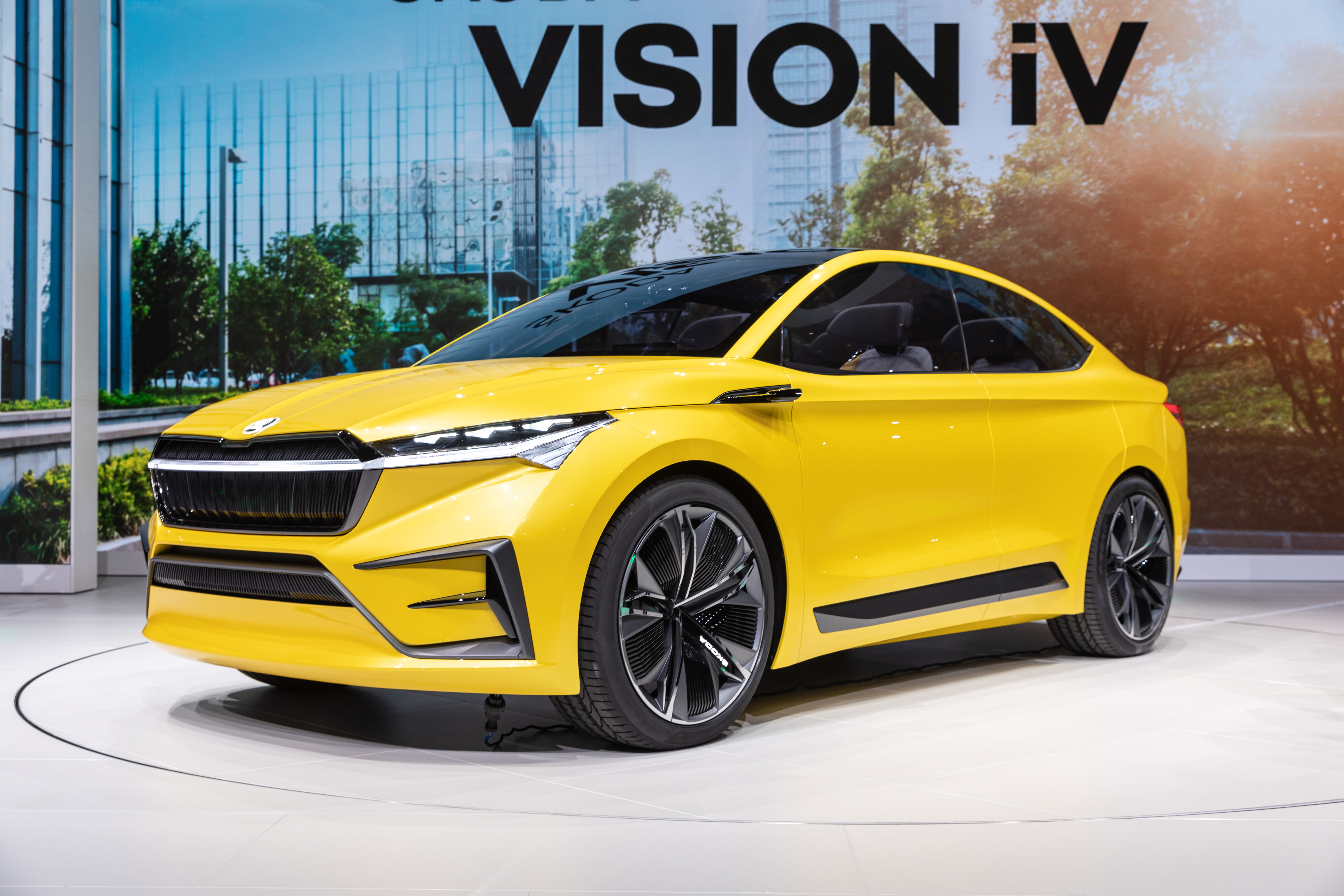
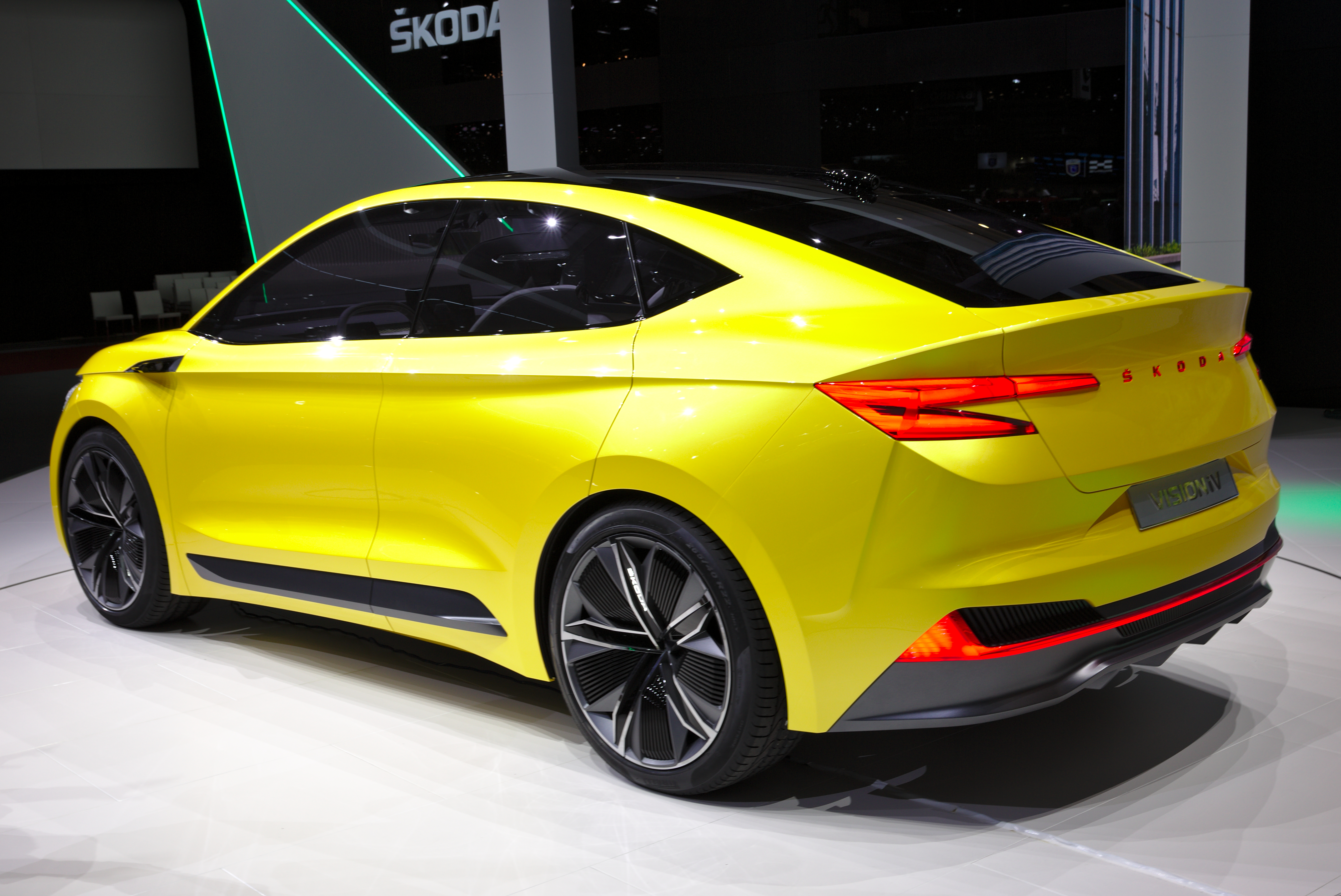